# Hoftoren
Le Hoftoren sono un complesso costituito che culmina in un grattacielo situato all'Aia, nei Paesi Bassi. L'edificio più alto misura 141,86 m (107 m al tetto).